# エゲル (小惑星)
エゲル（英語：3103 Eger）は、近日点が地球の軌道の内側にあるアポロ群の火星横断小惑星である。ハンガリーの天文学者ロヴァシュ・ミクローシュ (Lovas Miklós) がセゲド大学のピスケーシュテテー (Piszkéstető) 観測所で発見した。
ハンガリーの都市でヘヴェシュ県の首都のエゲルに因んで命名された。
エゲルは1900年から2100年までの間に8回、地球へ 30Gm (0.2 AU) 以内の距離に接近する。2006年8月に 19.2 Gmに近づき、2011年に22.9 Gmに接近すると予測されている。